# マイルズ駅
マイルズ駅（英語：Miles railway station）はオーストラリアクイーンズランド州マイルズ コレット・ドライブ5にあるクイーンズランド鉄道ウェスタン線の駅。

## 利用可能な鉄道路線／列車
クイーンズランド鉄道トラベルトレインの停車する列車は下記の通り。
ブリスベンとチャールビル間の夜行長距離列車ザ・ウェストランダー号 …ブリスベン方面 木・土、チャールビル方面 水・金 停車 